# Antikörpermimetikum
Antikörpermimetika (engl. Antibody mimetics) sind Verbindungen, die wie Antikörper zur Bindung von Antigenen befähigt sind. Antikörpermimetika sind zumeist künstliche Peptide oder Proteine mit einer molaren Masse von etwa 3 bis 20 kDa, aber auch Nukleinsäuren und niedermolekulare Verbindungen werden bisweilen den Antikörpermimetika zugerechnet. Von Antikörpermimetika abzugrenzen sind hingegen Immunglobuline und Antikörperfragmente. Einige Antikörpermimetika weisen eine Immunglobulin-ähnliche β-Faltblatt-Struktur auf. Antikörpermimetika zeichnen sich zumeist durch eine gegenüber Antikörpern überlegene Löslichkeit und eine verbesserte Gewebepenetration aus. Oft besitzen sie eine höhere Hitzestabilität und eine bessere enzymatische Stabilität. Konventionelle Antikörpermimetika können nicht das Komplementsystem aktivieren und eine besitzen eine verkürzte Plasmahalbwertszeit. Auf Grund ihrer Eigenschaften werden Antikörpermimetika in der Biotech- und Pharmaindustrie als neuartige Optionen für die Therapie und Diagnostik entwickelt.
| Antikörpermimetikum   | Grundgerüst                           | Molare Masse |
| --------------------- | ------------------------------------- | ------------ |
| Affibodys             | Protein A (Z-Domäne)                  | 6 kDa        |
| Kunitz-Domänenpeptide | verschiedene Proteaseinhibitoren      | 6 kDa        |
| Fynomere              | Fyn (SH3-Domäne)                      | 7 kDa        |
| Affitine              | Sac7d (aus Sulfolobus acidocaldarius) | 7 kDa        |
| Avimere               | A-Domänen                             | 9-18 kDa     |
| Monobodys             | Fibronectin (10. Domäne, Typ III)     | 10 kDa       |
| DARPins               | Ankyrin (Repeat-Motive)               | 12-19 kDa    |
| Affiline              | Ubiquitin                             | 10 kDa       |
| Affiline              | Gamma-Kristallin B                    | 20 kDa       |
| Anticaline            | Lipocaline                            | 20 kDa       |